# Jabier Kaltzakorta
Jabier Kaltzakorta Elortza ou Javier Calzacorta Elorza, né le 22 mars 1961 à Markina-Xemein, est un philologue, professeur, académicien et écrivain basque espagnol de langue basque.

## Biographie
Après avoir étudié la philosophie et les Lettres à l'université de Deusto, Jabier Kaltzakorta est diplômé en philologie basque en 1984 avec sa thèse Euskal baladen corpuserako edizio kritikoa.
Depuis 1994, il enseigne la littérature orale et traditionnelle basques à l'université de Deusto, dans la faculté des sciences sociales et humaines.
Il est membre du jury pour le prix de littérature Azkue Fundazioa et bertsolari entre 1999 et 2001
Jabier Kaltzakorta est nommé à l'Académie de la langue basque le 29 mars 1996 comme membre correspondant et le 19 juillet 2013 comme membre titulaire à la place de José Luis Lizundia.